# Gonomyia basicuspis
Gonomyia basicuspis är en tvåvingeart som beskrevs av Alexander 1948. Gonomyia basicuspis ingår i släktet Gonomyia och familjen småharkrankar. Inga underarter finns listade i Catalogue of Life.